# Sakawa
Sakawa (佐川町?) è una cittadina giapponese della prefettura di Kōchi.